# Iki-Czonos (rejon celinny)
Iki-Czonos (ros. Ики-Чонос) – osiedle w Rosji, w Kałmucji, w rejonie celinnym. W 2021 liczyło 845 mieszkańców.